# Dismorphia lysis
Dismorphia lysis är en fjärilsart som först beskrevs av William Chapman Hewitson 1869.  Dismorphia lysis ingår i släktet Dismorphia och familjen vitfjärilar. Inga underarter finns listade i Catalogue of Life.

## Bildgalleri

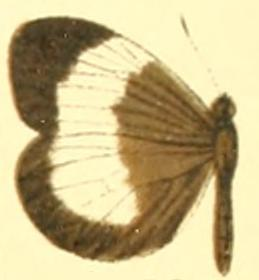
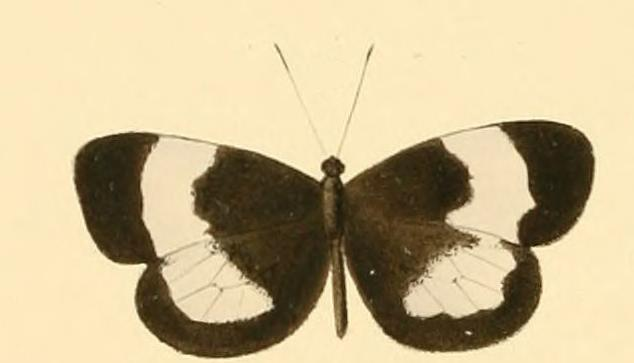
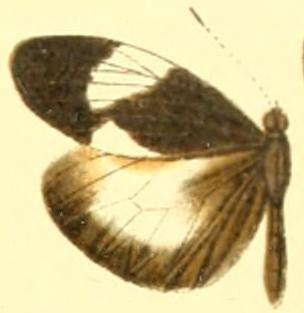
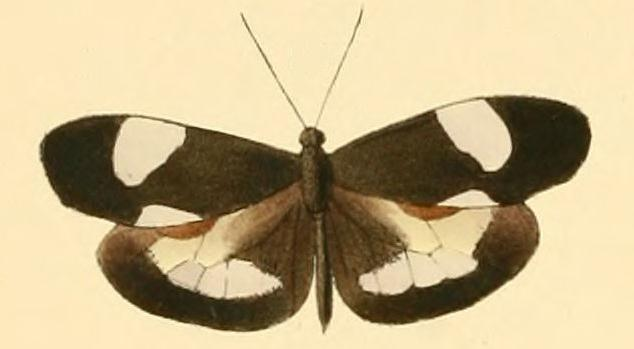
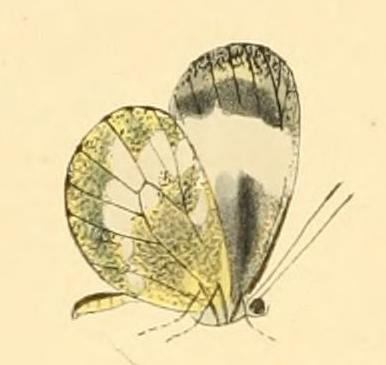
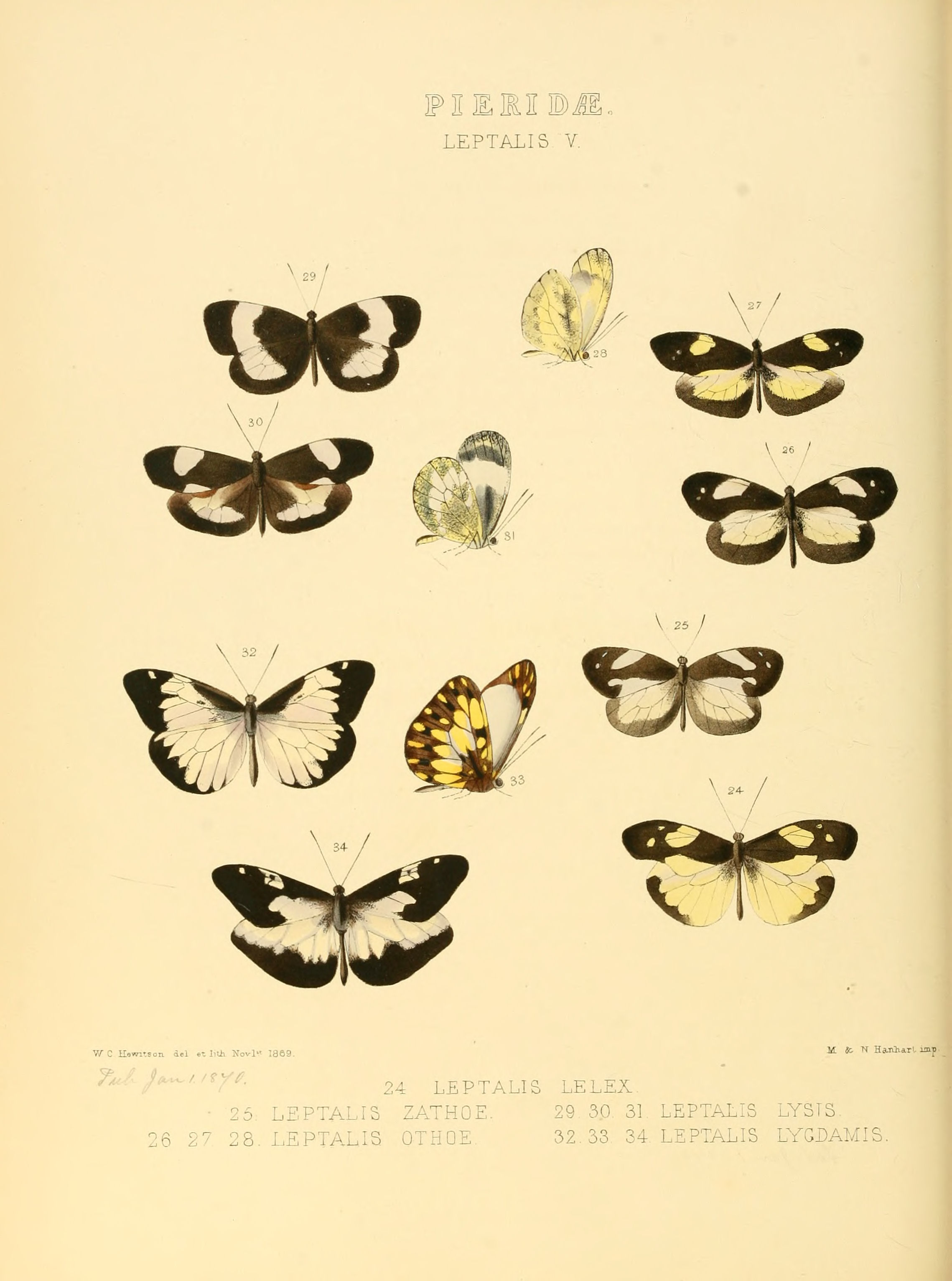